# Xylopia pierrei
Xylopia pierrei är en kirimojaväxtart som beskrevs av Henry Fletcher Hance. Xylopia pierrei ingår i släktet Xylopia och familjen kirimojaväxter. IUCN kategoriserar arten globalt som sårbar. Inga underarter finns listade i Catalogue of Life.